# Bomba dymna 50 kg G wz. 34
Bomba dymna 50 kg G wz. 34 – polska bomba dymna wagomiaru 50 kg skonstruowana w latach 1934–1936. Wprowadzona do uzbrojenia w 1937 roku. 
Bomba wz. 34 miała cylindryczny korpus wypełniony chlorkiem(IV) cyny lub kwasem chlorosulfonowym. W przedniej części korpusu znajdowała się głowica z otworem zapalnika. Substancja dymotwórcza była rozpraszana przez wybuch 895-956 g trotylu.